# 韋斯特納赫河
48°5′3.18″N 10°28′21.11″E / 48.0842167°N 10.4725306°E
韋斯特納赫河（德語：Westernach），是德國的河流，位於該國東南部，由巴伐利亞負責管轄，處於上阿爾高縣，屬於明德爾河的支流，河道全長20公里，流域面積60平方公里。